# Abisara sabina
Abisara sabina är en fjärilsart som beskrevs av Hans Ferdinand Emil Julius Stichel 1924. Abisara sabina ingår i släktet Abisara och familjen Riodinidae. Inga underarter finns listade i Catalogue of Life.